# A Romance of the Navy
A Romance of the Navy è un cortometraggio muto del 1915 scritto e diretto da George Terwilliger.

## Produzione
Il film fu prodotto dalla Lubin Manufacturing Company.

## Distribuzione
Distribuito dalla General Film Company, il film - un cortometraggio in tre bobine - uscì nelle sale statunitensi il 29 aprile 1915.